# Coleccionismo de monedas

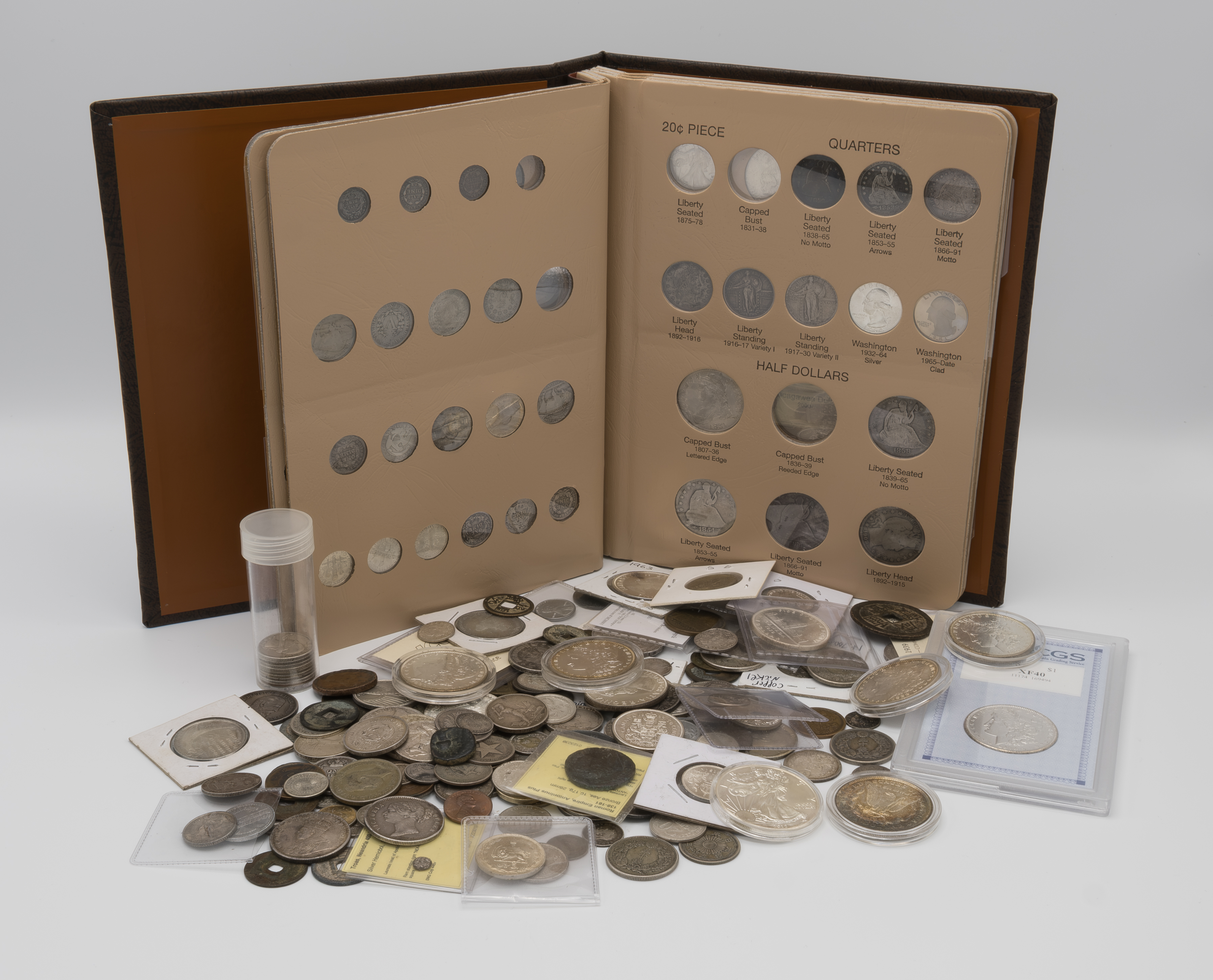
Una colección de monedas, con monedas sueltas y en diversos medios de almacenamiento.

El coleccionismo de monedas es la colección de monedas u otras formas de fabricación de moneda de curso legal. Las monedas de interés para los coleccionistas incluyen piezas hermosas, raras y de importancia histórica. Los coleccionistas pueden estar interesados, por ejemplo, en conjuntos completos de un diseño o denominación en particular, monedas que estuvieron en circulación por un breve tiempo o monedas con errores.
El coleccionismo de monedas se puede diferenciar de la numismática, en que esta última es el estudio sistemático de la moneda (divisas) en su conjunto, aunque ambas disciplinas están estrechamente relacionadas.
Muchos factores determinan el valor de una moneda, incluyendo su grado, rareza y popularidad. Las organizaciones comerciales ofrecen servicios de clasificación y clasificarán, autenticarán, atribuirán y encapsularán la mayoría de las monedas.

## Historia

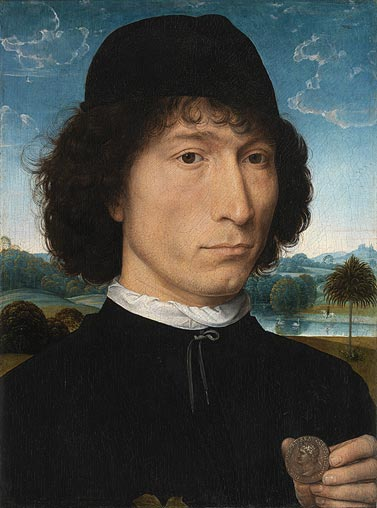
"Retrato de un hombre con una moneda romana" por Hans Memling, que muestra a un coleccionista renacentista con un sestercio de Nerón.

Las personas han acumulado monedas por su valor en lingotes desde que se fabrican. Sin embargo, la colección de monedas por su valor artístico fue un desarrollo posterior. La evidencia del arqueológico y del registro histórico de la Antigua Roma y la Mesopotamia medieval indica que las monedas fueron recolectadas y catalogadas por eruditos y tesorerías estatales. También parece probable que algunos individuos coleccionaran monedas antiguas, exóticas o conmemorativas como una forma asequible y portátil de arte. Según Suetonio en su "De vita Caesarum" ("The Lives of the Twelve Caesars"), escrito en el primer siglo d. C., el emperador Augusto a veces obsequiaba monedas antiguas y exóticas a amigos y cortesanos durante festividades y otras ocasiones especiales. Aunque las fuentes literarias son escasas, es evidente que la recolección de monedas antiguas persistió en el mundo occidental durante la Edad Media entre gobernantes y la alta nobleza.
El coleccionismo contemporáneo de monedas y su aprecio comenzaron alrededor del siglo XIV. Durante el Renacimiento, se convirtió en una moda entre algunos miembros de las clases privilegiadas, especialmente reyes y reinas. El erudito y poeta italiano Petrarca es considerado el primer y más famoso aficionado a esta actividad. Siguiendo su ejemplo, muchos reyes, príncipes y otros nobles europeos mantuvieron colecciones de monedas antiguas. Algunos coleccionistas destacados fueron Papa Bonifacio VIII, Emperador Maximiliano I del Sacro Imperio Romano Germánico, Luis XIV de Francia, Fernando I de España y Emperador del Sacro Imperio Romano, Enrique IV de Francia y el Elector Joaquín II de Brandeburgo, quien fundó el Gabinete de Monedas de Berlín (en alemán: "Münzkabinett Berlin"). Tal vez porque solo los muy ricos podían permitirse esta actividad, en tiempos del Renacimiento el coleccionismo de monedas se conoció como el "Pasatiempo de Reyes".
Durante los siglos XVII y XVIII, el coleccionismo de monedas siguió siendo una actividad de la clase acaudalada. Pero el pensamiento racional de la Ilustración llevó a un enfoque más sistemático para la acumulación y el estudio. La numismática como disciplina académica surgió en estos siglos al mismo tiempo que una creciente clase media, ansiosa por demostrar su riqueza y sofisticación, comenzó a coleccionar monedas. Durante los siglos XIX y XX, el coleccionismo de monedas aumentó aún más en popularidad. El mercado de monedas se expandió para incluir no solo monedas antiguas, sino también monedas extranjeras o exóticas. Las ferias de monedas, asociaciones comerciales y organismos reguladores surgieron durante estas décadas. La primera convención internacional para coleccionistas de monedas se llevó a cabo del 15 al 18 de agosto de 1962, en Detroit (Míchigan) y fue patrocinada por la American Numismatic Association y la Royal Canadian Numismatic Association. La asistencia se estimó en 40.000 personas. Como uno de los pasatiempos más antiguos y populares del mundo, el coleccionismo de monedas a menudo se conoce como el "Rey de los Pasatiempos".

## Motivaciones

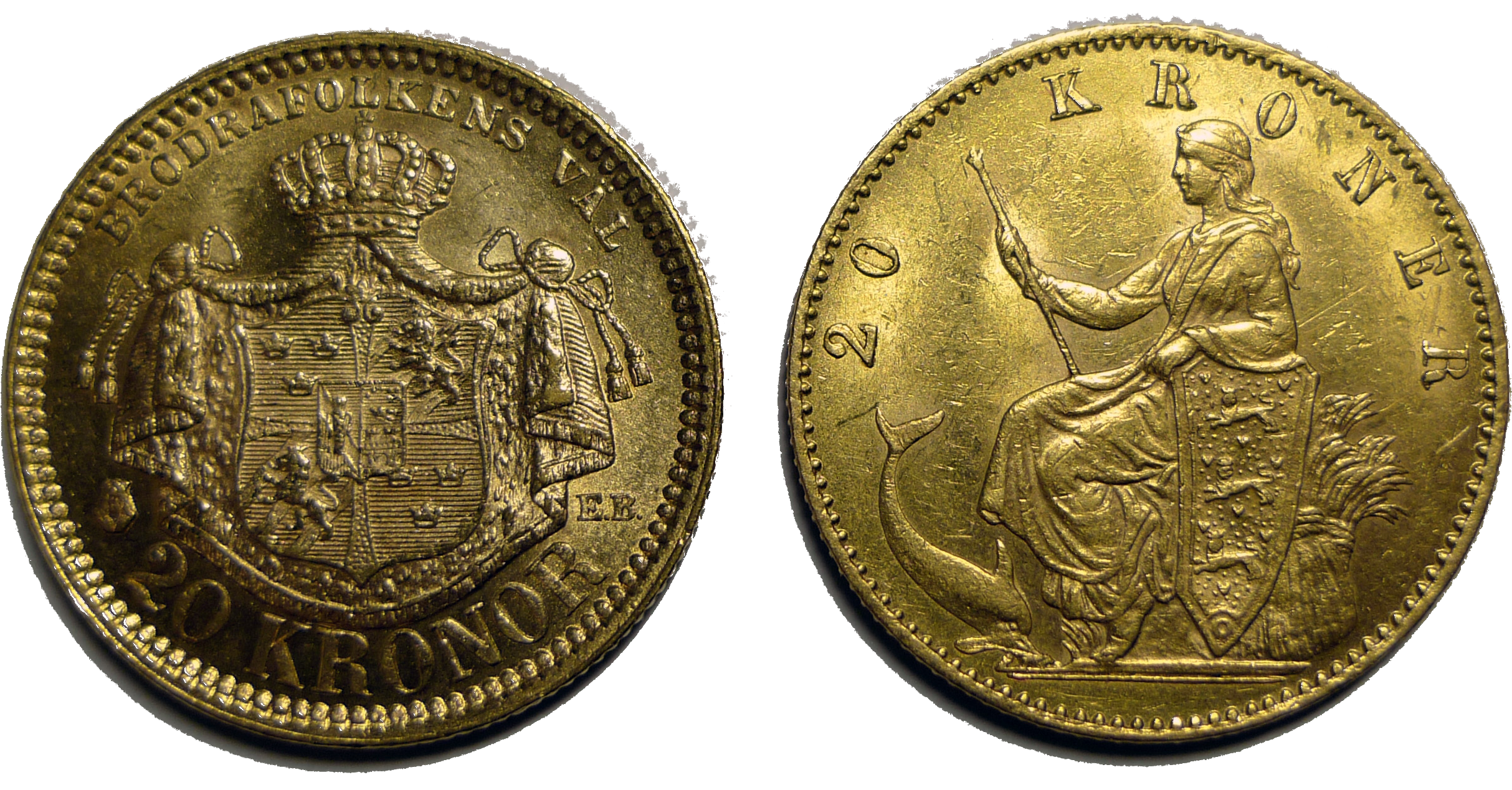
Dos monedas de oro de 20 coronas de la Unión Monetaria Escandinava

Las motivaciones para coleccionar varían. Posiblemente, el tipo más común de coleccionistas son los aficionados, que acumulan una colección principalmente por el placer de hacerlo sin la intención de obtener ganancias.
Otra razón frecuente para comprar monedas es como una inversión. Al igual que con los sellos, los metales preciosos u otras mercancías, los precios de las monedas varían según la oferta y demanda. Los precios bajan para las monedas que no tienen demanda a largo plazo y aumentan junto con el valor percibido o intrínseco de la moneda. Los inversores compran con la expectativa de que el valor de su compra aumente a largo plazo. Como con todos los tipos de inversión, se aplica el principio de "caveat Emptor " y se recomienda estudiar antes de comprar. Asimismo, como con la mayoría de los objetos coleccionables, una colección de monedas no produce ingresos hasta que se vende, e incluso puede incurrir en costos, por ejemplo, el costo de almacenamiento en una caja de seguridad mientras tanto.

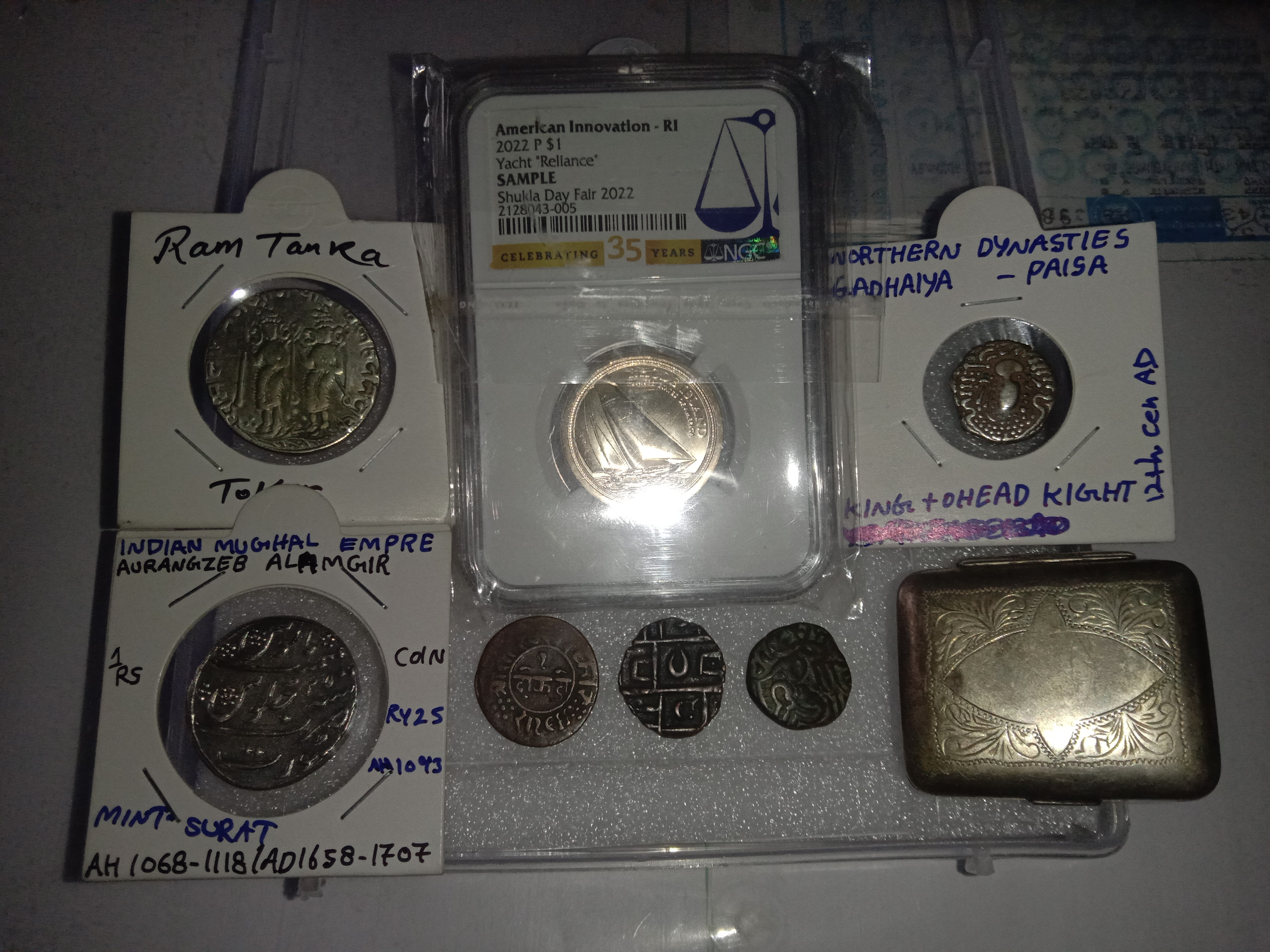
Una colección de varias monedas coleccionables, incluidas varias monedas de plata indias y un dólar de la Innovación Americana clasificado por Numismatic Guaranty Company, junto a una caja vintage de plata esterlina.

Algunas personas coleccionan monedas por razones patrióticas y las casas de la moneda de varios países crean monedas específicamente para coleccionistas patrióticos. Un ejemplo de una moneda patriótica fue acuñada en 1813 por las Provincias Unidas del Río de la Plata. Una de las primeras piezas de legislación que el nuevo país promulgó (tras la revolución que lo liberó del dominio español) fue acuñar monedas para reemplazar la moneda española que había estado en uso. Otro ejemplo es el Programa de Monedas Conmemorativas del Corazón Púrpura de EE. UU. de 2022.

## Tipos de coleccionistas
Algunas personas coleccionan monedas de manera general y acumulan ejemplos de una amplia variedad de monedas históricas o geográficamente significativas, pero la mayoría de los coleccionistas se centran en un interés más específico y limitado. Por ejemplo, algunos coleccionistas se enfocan en monedas basadas en un tema común, como monedas de un país (a menudo el propio del coleccionista), una moneda de cada año de una serie o monedas con una marca de ceca común.
También están los completistas que buscan un ejemplo de cada tipo de moneda dentro de una cierta categoría. Uno de los más famosos de este tipo de coleccionista es Louis E. Eliasberg, el único coleccionista hasta ahora en reunir un conjunto completo de monedas de los Estados Unidos. El coleccionismo de monedas extranjeras es otro tipo de colección que disfrutan los numismáticos.
Los acaparadores de monedas son similares a los inversores en el sentido de que acumulan monedas para una posible ganancia a largo plazo. Sin embargo, típicamente no toman en cuenta consideraciones estéticas. Esto es más común con monedas cuyo valor en metal excede su valor de gasto.

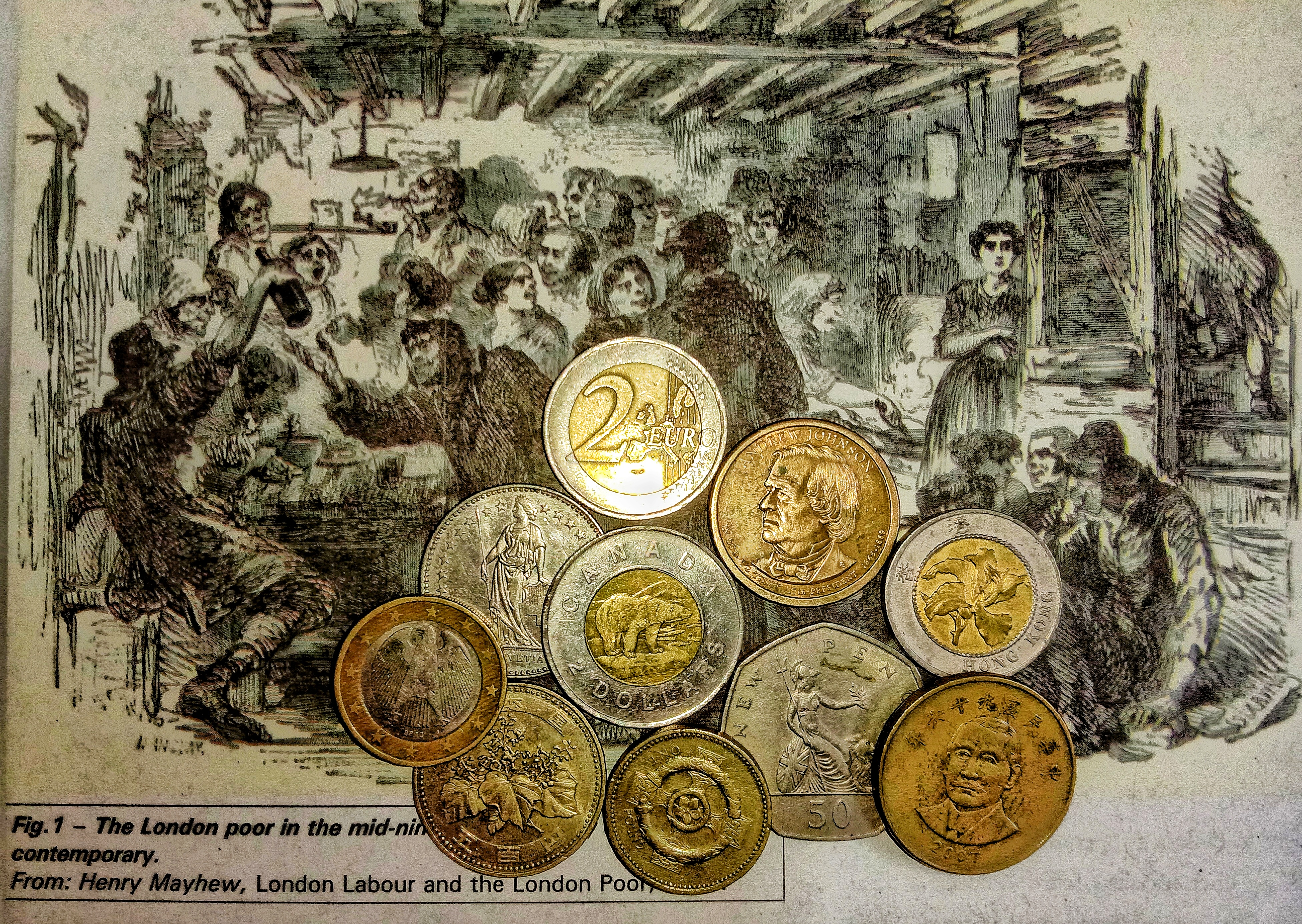
Las monedas modernas son una parte popular e importante del coleccionismo de monedas.

Los especuladores, ya sean aficionados o compradores comerciales, pueden comprar monedas al por mayor o en lotes pequeños y a menudo actúan con la expectativa de una ganancia diferida. Pueden desear aprovechar un aumento en la demanda de una moneda en particular, por ejemplo, durante el lanzamiento anual de coleccionables numismáticos canadienses de la Royal Canadian Mint. El especulador podría esperar comprar la moneda en lotes grandes y vender con ganancia en semanas o meses. Los especuladores también pueden comprar monedas de circulación común por su valor intrínseco en metal. Las monedas sin valor coleccionable pueden ser fundidas o distribuidas como lingotes para fines comerciales. Típicamente, compran monedas que están compuestas de metales raros o preciosos, o monedas que tienen una alta pureza de un metal específico.
Un tipo final de coleccionista es el heredero, un coleccionista accidental que adquiere monedas de otra persona como parte de una herencia. El tipo heredero puede no tener necesariamente un interés o saber algo sobre numismática en el momento de la adquisición.

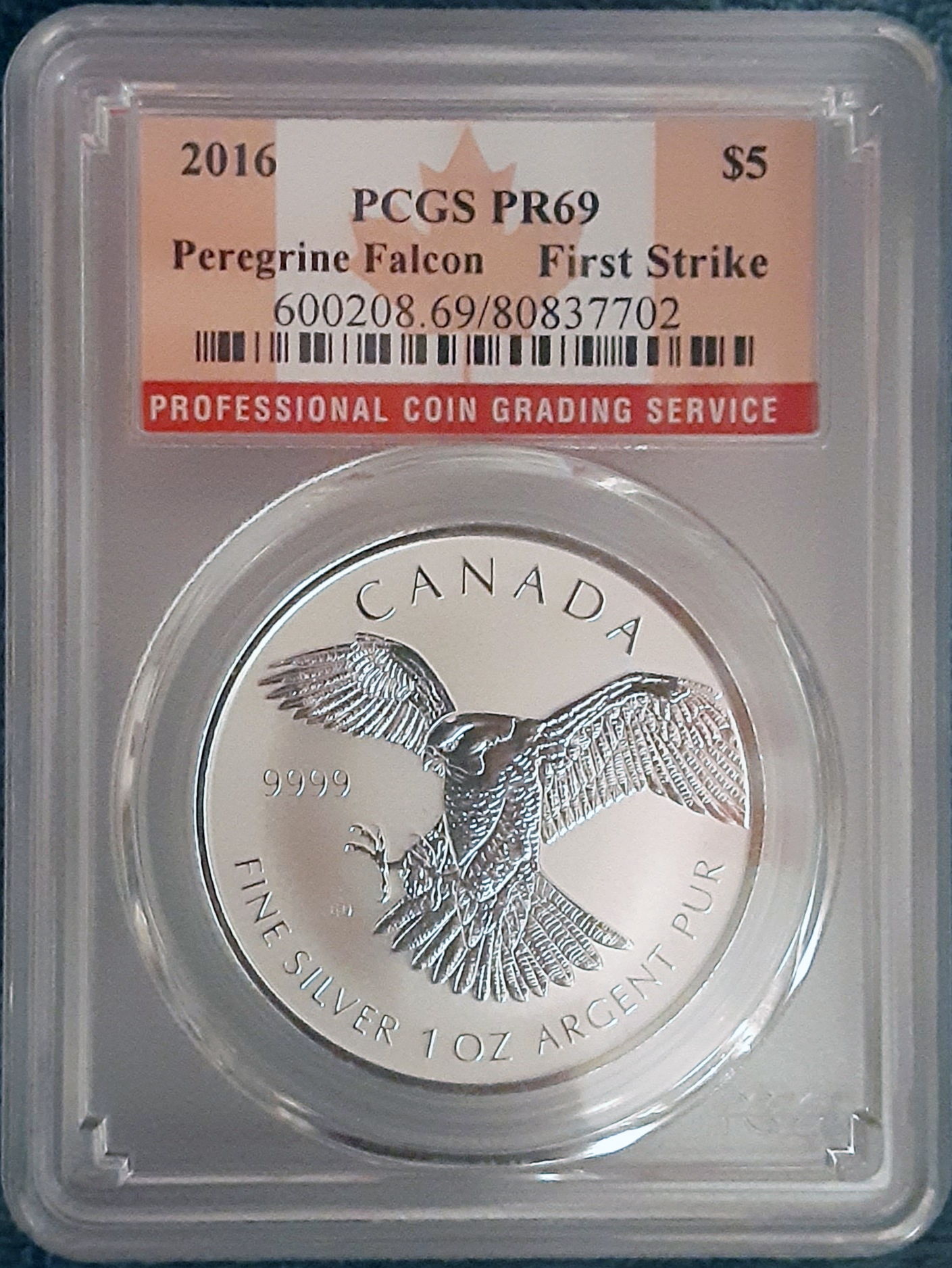
Una moneda de plata clasificada por Professional Coin Grading Service.

## Grado y valor

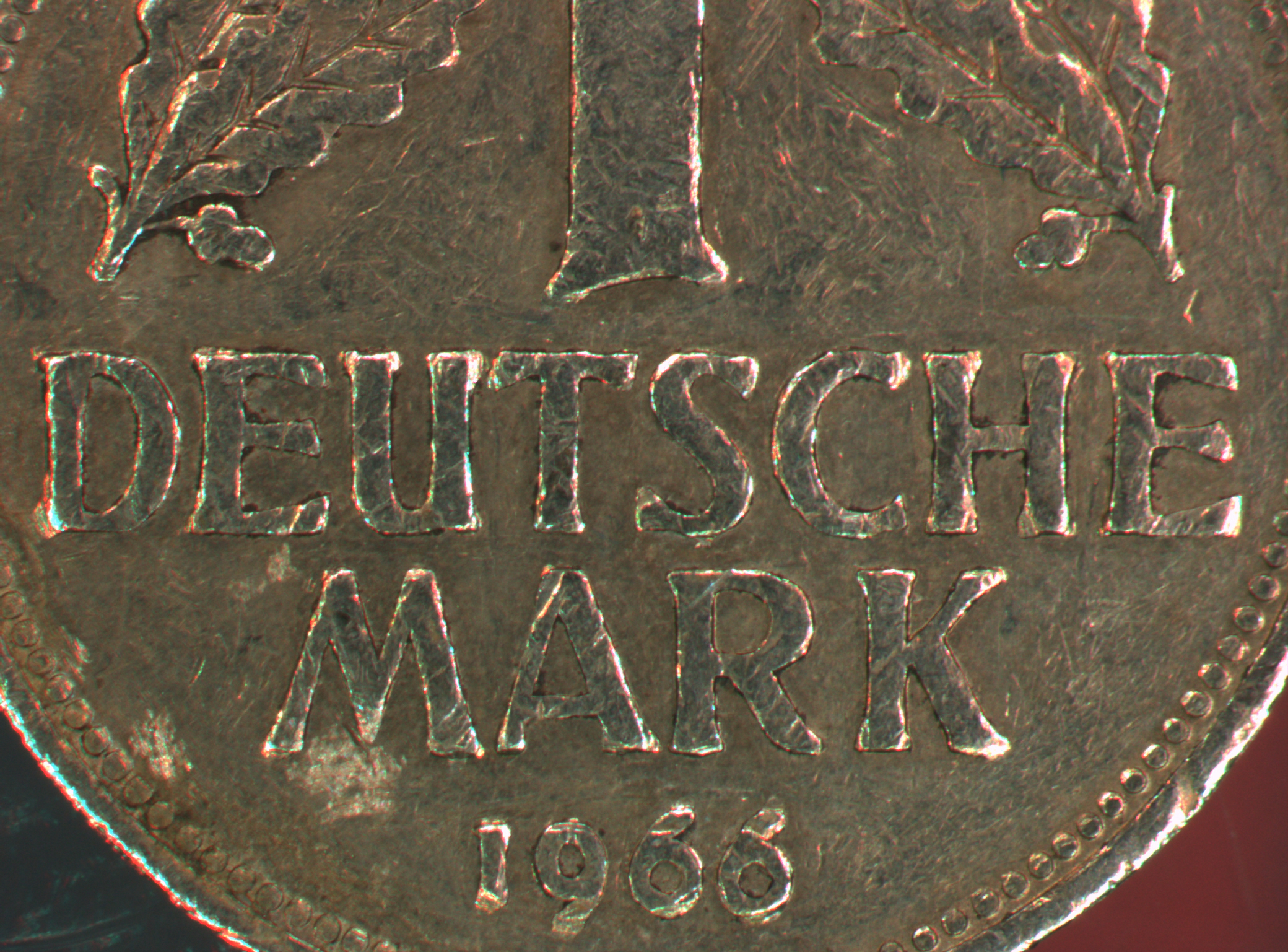
Esta moneda de Marco alemán muestra imperfecciones y abolladuras en el borde que restarían valor a su grado en la evaluación.

En el coleccionismo de monedas, la condición de una moneda (su grado) es clave para su valor; un ejemplo de alta calidad con un desgaste mínimo a menudo vale muchas veces más que un ejemplo de baja calidad. Los coleccionistas han creado sistemas para describir la condición general de las monedas. Cualquier daño, como desgaste o limpieza, puede disminuir sustancialmente el valor de una moneda.
A mediados del siglo XX, con el creciente mercado de monedas raras, la Asociación Numismática Americana ayuda a identificar la mayoría de las monedas en América del Norte, numerando las monedas de 1 (pobre) a 70 (estado de acuñación) y reservando una categoría separada para las monedas de prueba. Este sistema es a menudo rechazado por los expertos en monedas en Europa y otros lugares, quienes prefieren usar grados adjetivales. Sin embargo, la mayoría de los sistemas de clasificación usan una terminología y unos valores similares y siguen siendo mutuamente comprensibles.

## Servicios de certificación
La clasificación por terceros, también conocida como "servicios de certificación de monedas", surgió en la década de 1980 con los objetivos de estandarizar la clasificación, exponer alteraciones y eliminar falsificaciones. Por tarifas escalonadas, los servicios de certificación clasifican, autentican, atribuyen y encapsulan monedas en soportes de plástico transparente.
La certificación de monedas ha reducido en gran medida la cantidad de falsificaciones y monedas sobreclasificadas y ha mejorado la confianza del comprador. Los servicios de certificación a veces pueden ser controvertidos porque la clasificación es subjetiva; las monedas pueden ser clasificadas de manera diferente por diferentes servicios o incluso al ser reenviadas al mismo servicio. El grado numérico por sí solo no representa todas las características de una moneda, como el tono, el golpe, el brillo, el color, el lustre y la atracción. Debido a las posibles grandes diferencias en el valor por pequeñas diferencias en la condición de una moneda, algunos remitentes reenviarán repetidamente una moneda a un servicio de clasificación con la esperanza de recibir un grado más alto. Dado que se cobran tarifas por la certificación, los remitentes deben desviar dinero de la compra de monedas adicionales.

## Clubes

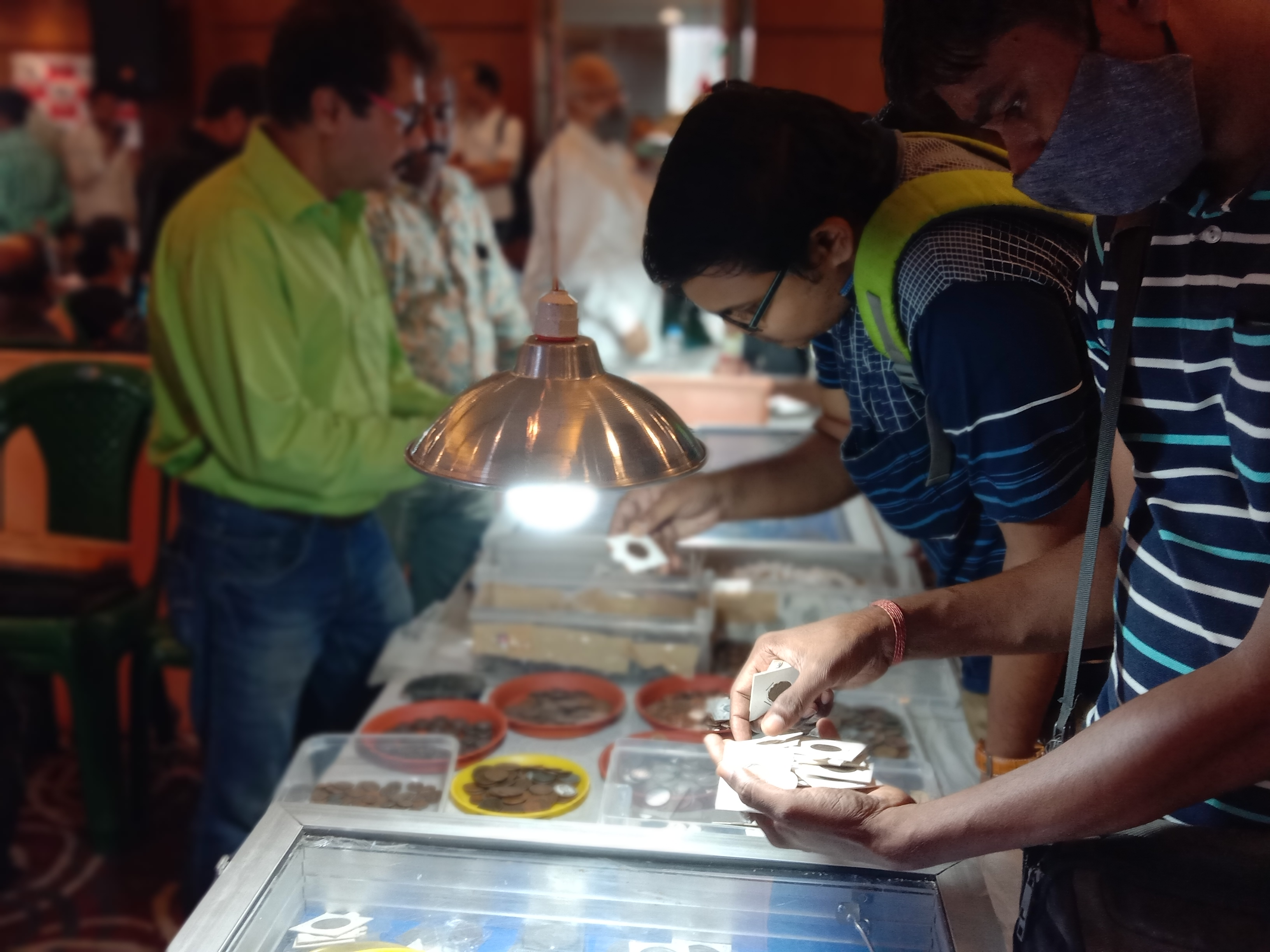
Coleccionistas y entusiastas de monedas disfrutando del encanto de los artículos numismáticos en una exposición organizada por la Sociedad Numismática de Calcuta, en Ballygunge, Calcuta, Bengala Occidental.

Los clubes de coleccionistas de monedas ofrecen una variedad de beneficios a los miembros. Usualmente sirven como fuente de información y unificación de personas interesadas en monedas. Los clubes de coleccionistas son populares tanto en línea como fuera de línea.